# 坪内隆直
坪内 隆直（つぼうち たかなお、1948年 -  ）は写真家。横浜市出身。
2輪におけるモータースポーツフォトグラファーの草分け。写真家の二村保に師事後、フォトグラファーとして独立。永年にわたりロードレース世界選手権を追い続ける。2輪レース専門誌「グランプリ・イラストレイテッド」創刊時の編集長、GPMA（現 MSMA）創設時の事務局長などを務める。

## 経歴
1948年、神奈川県横浜市生まれ。日本大学芸術学部写真学科卒業。1972年、二村保に師事。独立後に渡欧しF1やルマン24時間レースなど撮影。1973年、ロードレース世界選手権など2輪レースの取材も開始。『サイクルサウンズ』や『オートテクニック』などに写真を発表。1980年に写真集『我が愛するドンキホーテ達』、1983年に写真集『二輪戦士・片山敬済』を発表する。1984年、ロードレース世界選手権の専門誌発行を自らすべく、ヴェガ・インターナショナルを設立し、1985年にWGPの専門誌「グランプリ・イラストレイテッド」を創刊。日本写真家協会会員。日本スポーツプレス協会(AJPS)会員。

## 主な写真集
- 『我が愛するドンキホーテ達』（ライダースクラブ、1980年）
- 『二輪戦士・片山敬済』（飛鳥新社、1983年）
- 『戦う肖像 ケニー・ロバーツ』（CBS・ソニー出版、1985年）
- 『平忠彦—きらめく汗のむこうに』（角川書店、1987年）
- 『TETSUYA31』（エキスプレス、2002年）

## 写真展
- 2024年「The49th Exhibition of The JPS -Professional Members Exhibition 2024-」(東京都写真美術館・京都市美術館別館)